# Luis María Zugazaga
Luis María Zugazaga Martínez, más conocido como Zugazaga (Sestao, 13 de octubre de 1944) es un exfutbolista español que jugó de lateral derecho. En su etapa como futbolista jugó en Primera División con el Athletic Club y con el Real Club Deportivo de La Coruña.

## Carrera deportiva
Se formó en la cantera del Athletic Club, donde jugó tanto para su equipo juvenil como el Bilbao Athletic. El 14 de febrero de 1965 debutó, en Primera División, como jugador del primer equipo en una derrota por 4-0 ante el Atlético de Madrid. En el equipo rojiblanco pasó siete temporadas, en las que disputó 101 partidos oficiales.
En 1971 se incorporó al Real Club Deportivo de La Coruña. Allí fue titular indiscutible desde su llegada disputando 30 partidos en la temporada 1971-72. En la campaña 1972-73 sufrió el descenso a Segunda División, aunque disputó 25 partidos. En la temporada 1973-74 sufrió el descenso a Tercera División, habiendo disputado 23 partidos. Después de 89 partidos en el club gallego, fichó por el CF Palencia en 1974.

## Clubes
| Club                   | País   | Año       |
| ---------------------- | ------ | --------- |
| Bilbao Athletic        | España | 1964-1965 |
| Athletic Club          | España | 1964-1971 |
| Deportivo de la Coruña | España | 1971-1974 |
| CF Palencia            | España | 1974-1975 |

## Palmarés
| Título                | Club          | País   | Año  |
| --------------------- | ------------- | ------ | ---- |
| Copa del Generalísimo | Athletic Club | España | 1969 |

## Enlaces  externos
- Ficha de Luis María Zugazaga en Athletic Club

- Datos: Q3840377